# Bezetting van Smyrna

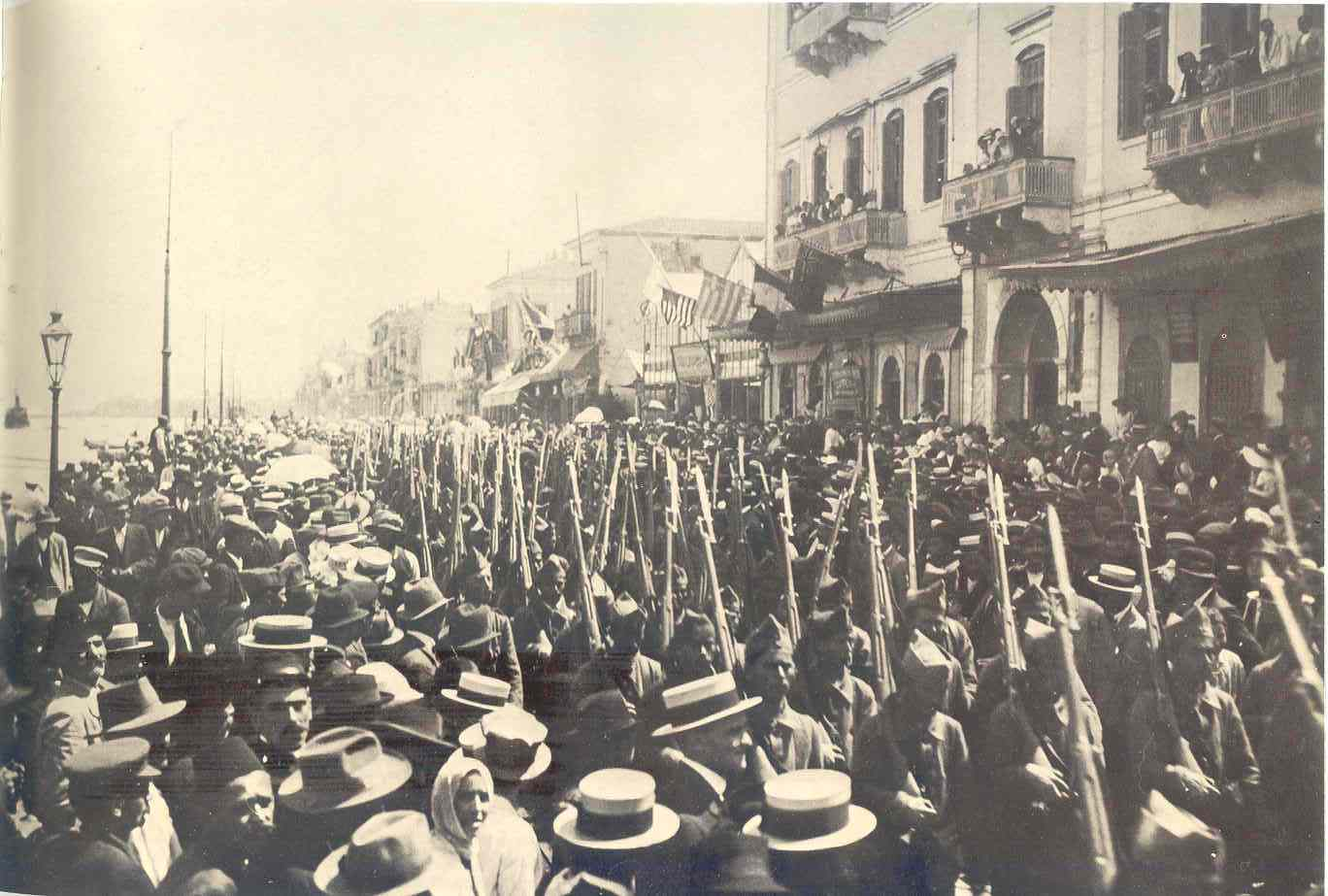
Het Griekse leger in Smyrna (1919)

De Bezetting van Smyrna (Turks: İzmir'in İşgali) was de eerste fase van de Grieks-Turkse Oorlog (1919 - 1922) die deel uitmaakte van de Turkse Onafhankelijkheidsoorlog, waarbij het Griekse leger van Anatolië Smyrna en omstreken van 15 mei 1919 tot 9 september 1922 bezet hield.
De geallieerde mogendheden (in het bijzonder Engeland) gaven groen licht voor deze operatie ter bescherming van de etnisch Griekse bevolking die in en rond de stad woonden. De intocht van het Griekse leger werd door de Griekse bevolking uitbundig gevierd. Er braken echter al snel etnische conflicten uit tussen Grieken en Turken. Nadat Smyrna veroverd was, vestigde hier zich het hoofdkwartier van het Griekse leger in Anatolië, vanwaaruit de Grieks-Turkse Oorlog gecoördineerd werd. De aanwezigheid van Griekse troepen duurde iets meer dan 3 jaar: op 9 september 1922 heroverden de Turkse legers onder leiding van veldmaarschalk Kemal Atatürk Smyrna, waardoor de Grieken zich geheel moesten terugtrekken uit Anatolië.